# Alcántara (Spanien)
Alcántara ist eine spanische Kleinstadt und eine aus dem Hauptort und drei Weilern (pedanías) bestehende Gemeinde (municipio) mit 1.347 Einwohnern (Stand: 2024) in der Provinz Cáceres (Extremadura). Der Ortsname ist vom arabischen القنطرة / al-qanṭara („die Brücke“) abgeleitet. Der historische Ortskern ist als Conjunto histórico-artístico eingestuft.

## Lage
Die Stadt liegt auf einem Hügel auf dem südöstlichen Ufer des Tajo unweit der Grenze zu Portugal in einer Höhe von annähernd 240 m. Die Entfernung zur Provinzhauptstadt Cáceres beträgt etwa 65 km (Fahrtstrecke) in südöstlicher Richtung; die Stadt Badajoz befindet sich ca. 115 km südlich. Das Klima ist gemäßigt bis warm; Regen (ca. 500 mm/Jahr) fällt hauptsächlich im Winterhalbjahr.

## Bevölkerungsentwicklung
| Jahr      | 1842 | 1900 | 1950 | 2000 | 2024 |
| Einwohner | 4272 | 3248 | 4151 | 1650 | 1347 |

Der deutliche Bevölkerungsrückgang seit den 1950er Jahren ist im Wesentlichen auf die Mechanisierung der Landwirtschaft und den damit einhergehenden Verlust an Arbeitsplätzen zurückzuführen.

## Wirtschaft
In der Gegend wird seit der Römerzeit Wein- und Olivenanbau betrieben. Der Anbau von Weizen und anderen Feldfrüchten diente früher vorwiegend der Selbstversorgung. Die heutzutage wichtigste Einnahmequelle des Ortes ist der Tourismus.

## Geschichte
Auf dem Gemeindegebiet und in der näheren Umgebung finden sich Reste von megalithischen Dolmen. Der Ort lag später im Grenzgebiet der keltischen Lusitanier und Vettonen, doch wurden Funde bislang nicht gemacht. Um das Jahr 200 v. Chr. eroberten die Römer den südlichen Teil der Iberischen Halbinsel. Der vielleicht schon existierende Ort lag an einer wichtigen Handels- und Militärverbindung in der Provinz Lusitanien und wurde um das Jahr 105 n. Chr. durch eine Brücke über den Fluss Tagus aufgewertet. Aus spätmittelalterlicher und westgotischer Zeit sind erneut keine Nachrichten bekannt. Nach der arabisch-maurischen Eroberung der Iberischen Halbinsel im 8. Jahrhundert waren der Ort und seine Brücke auch weiterhin von Bedeutung, doch fehlen konkrete Nachrichten oder Funde. Im Jahr 1213 wurde die Gegend von den Truppen Alfons’ IX. von León (reg. 1188–1230) zurückerobert (reconquista) und zunächst dem Calatrava-Ritterorden übergeben. Wenige Jahre später (1218) kam der Ort unter die Befehlsgewalt des bereits existierenden, aber nunmehr nach ihm benannten Alcántara-Ritterordens. Im Jahr 1580 fand in der Nähe des Ortes eine letztlich für die Spanier siegreiche Schlacht gegen portugiesische Heereseinheiten statt. Im Jahr 1703 erklärte Philipp V. (reg. 1700–1746) im Rahmen des Spanischen Erbfolgekriegs von Alcántara aus den Krieg mit Portugal, wodurch die Zugehörigkeit des Ortes zu Spanien untermauert wurde.

## Sehenswürdigkeiten

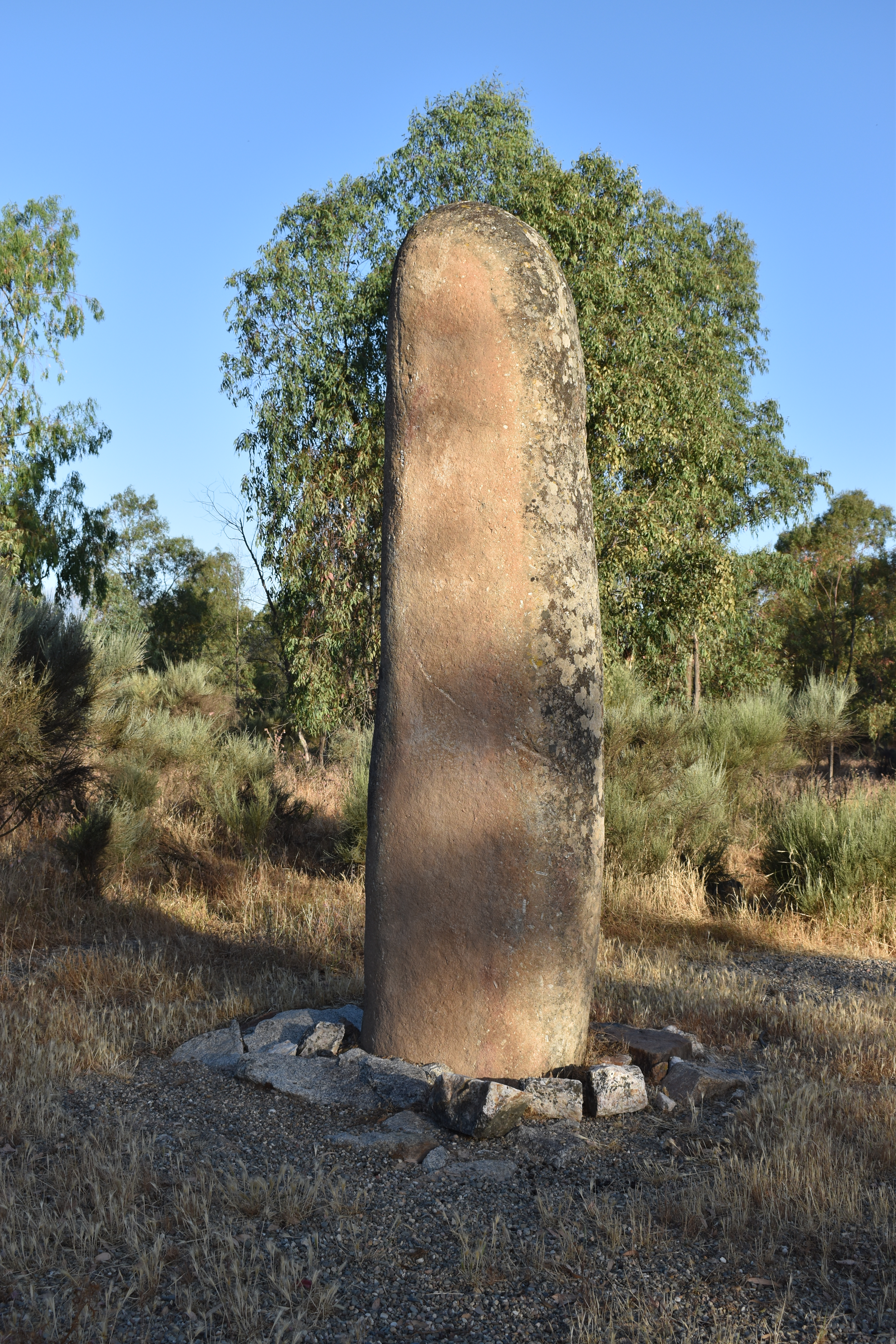
Menhir von Cabezo

- Der Menhir von Cabezo (spanisch Menhir del Cabezo) ist ein Granitstein, bei Alcántara nahe der Grenze zu Portugal.
- Wahrzeichen des Ortes ist die an einer Engstelle des Tajo errichtete 194 m lange Brücke von Alcántara aus der Römerzeit; sie ist das größte vollständig erhaltene (und noch heute befahrbare) römische Brückenbauwerk der Welt.
- Der Alcántaraorden residierte bis zum Jahr 1835 im Convento de San Benito („Benediktskloster“) im Herzen der Altstadt. Das in der Zeit Karls V. um einen repräsentativen Galerieflügel mit seitlichen Treppentürmen erweiterte Gebäude ist heute Sitz der Stiftung San Benito de Alcántara, die alle zwei Jahre den internationalen Architekturpreis Premio Internacional Puente de Alcántara für herausragende Ingenieurbauwerke vergibt. Die dazugehörige Kirche stammt aus dem 14. Jahrhundert. Der dreischiffige Innenraum vom Typus einer Hallenkirche hat gleich hohe Sterngewölbe und eine polygonal gebrochene Apsis mit steinernen Wappenschilden.[6]
- Der Baubeginn der im Stil der Spätromanik über einer zerstörten Moschee errichteten Kirche Santa María de Almocóvar lag im Jahr 1254. Interessant ist vor allem ihr leicht aus der Fassade hervortretendes, dann aber mehrfach zurückgestuftes Portal mit eingestellten Säulen und einem vorgeblendeten Vielpassbogen.
- Im Ort oder etwas außerhalb befinden sich weitere Kirchen und Kapellen – darunter auch die zum Convento de San Bartolomé gehörende Kirche des Franziskanerordens aus dem Jahr 1493.[7]
- Das Absperrbauwerk der Talsperre „José María Oriol“ liegt ca. 600 m flussaufwärts der Römerbrücke.

Umgebung
- Ca. 20 km nordwestlich des Ortes liegt der Weiler Segura, in dessen Nähe sich eine weitere Römerbrücke (Puente de Segura) über den Río Erjas befindet.

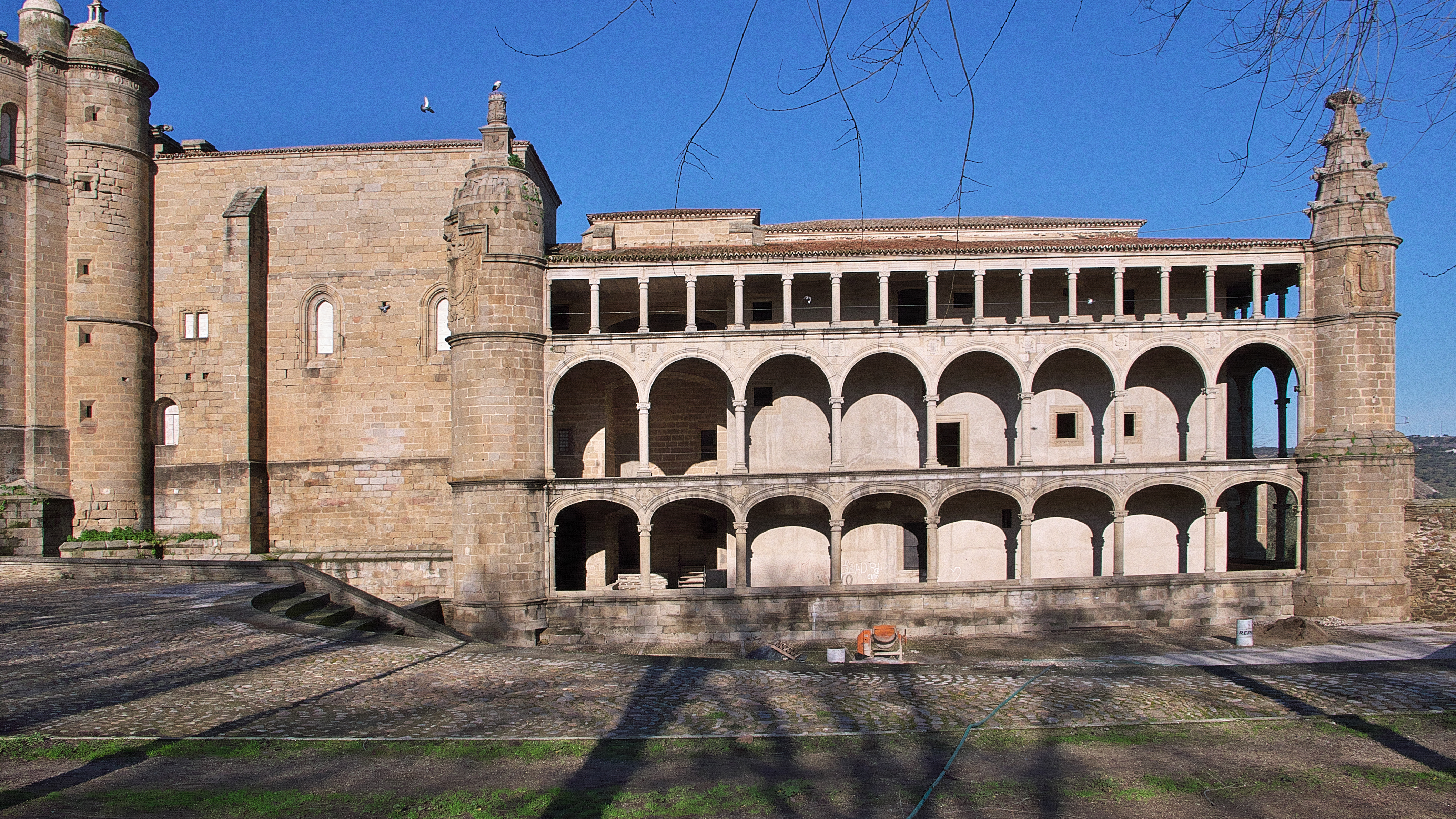
Convento de San Benito
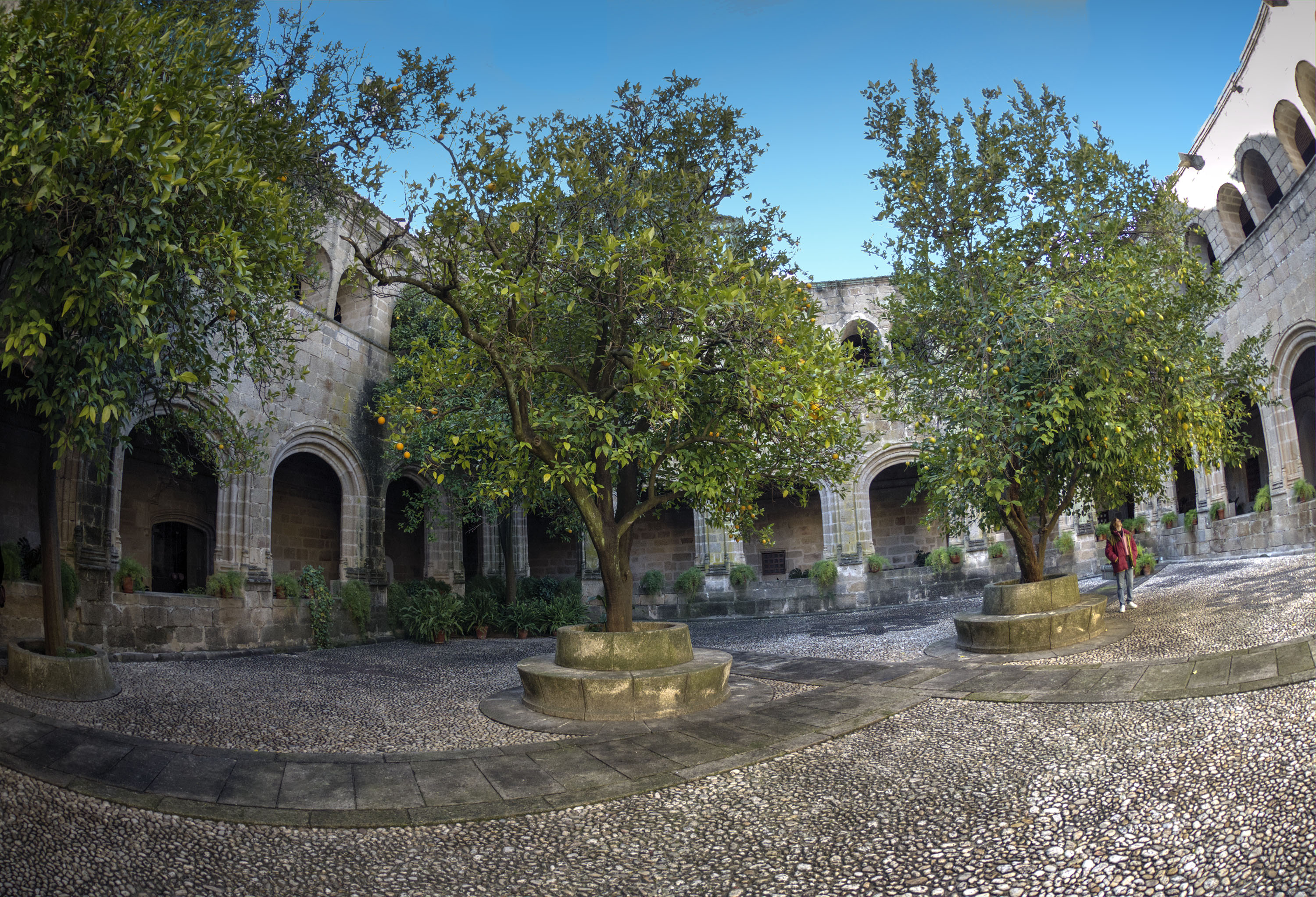
Convento de San Benito, Kreuzgang (claustro)
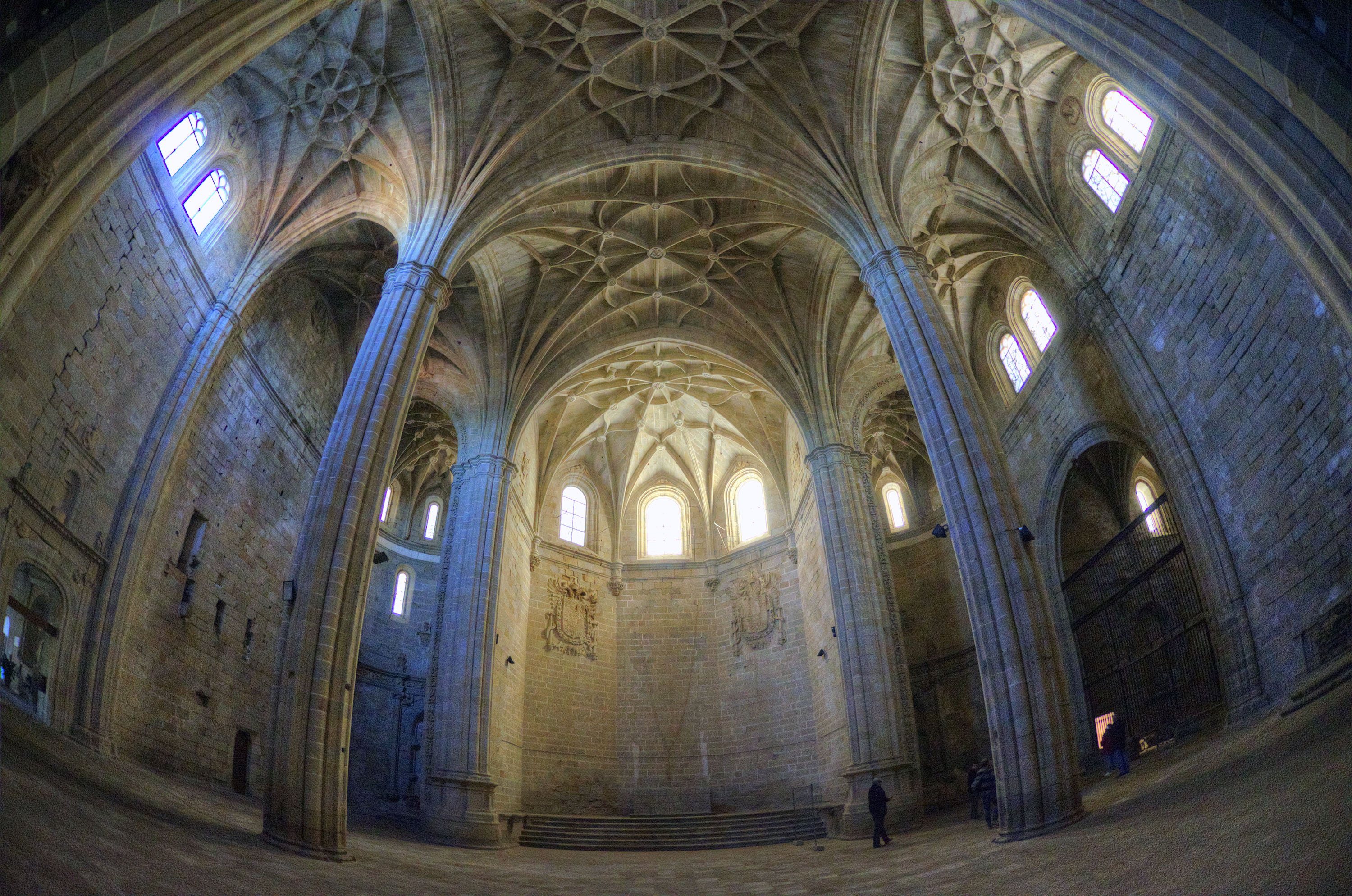
Convento de San Benito, Inneres
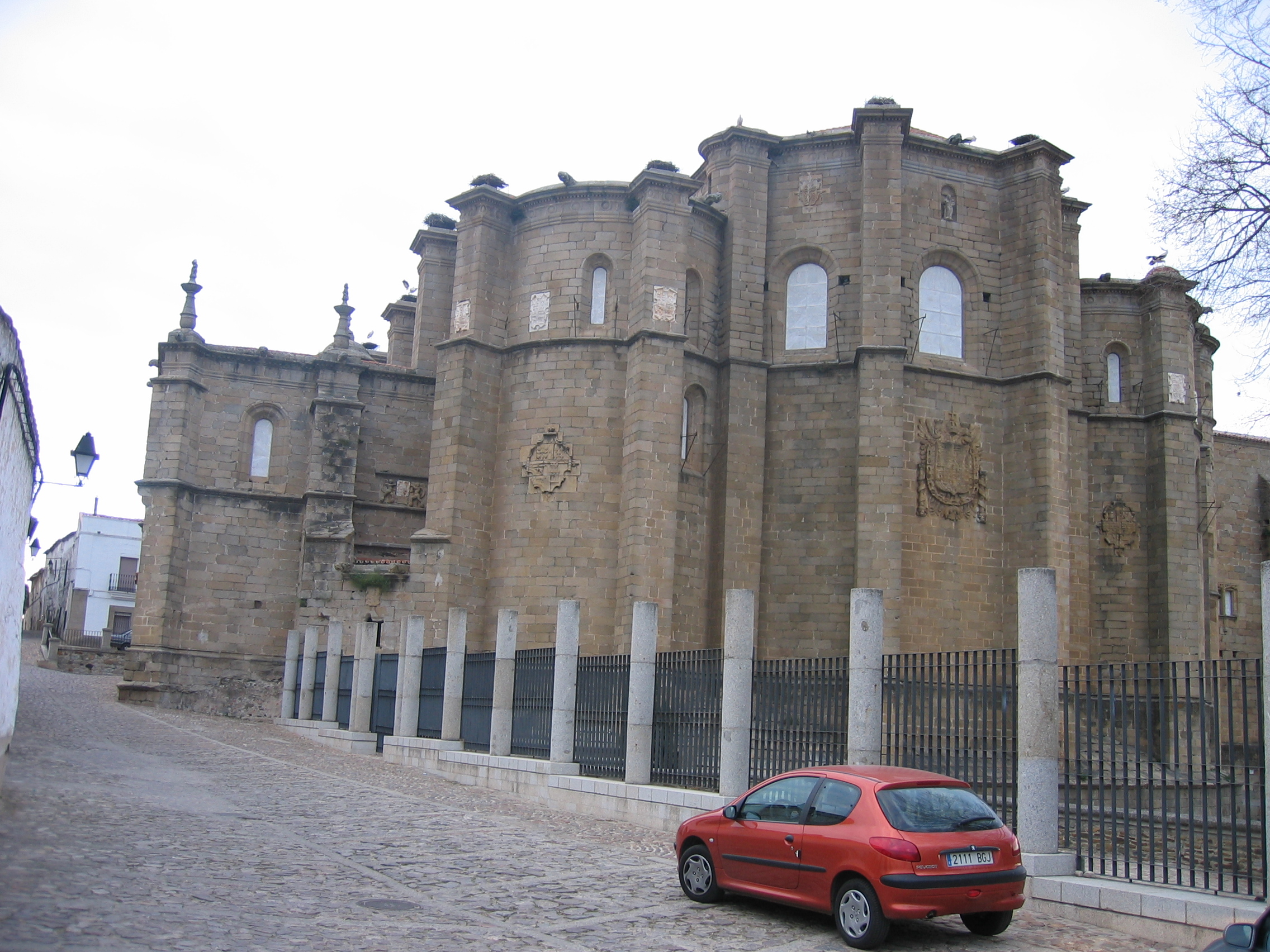
Benediktskloster (früherer Sitz des Alcántaraordens)
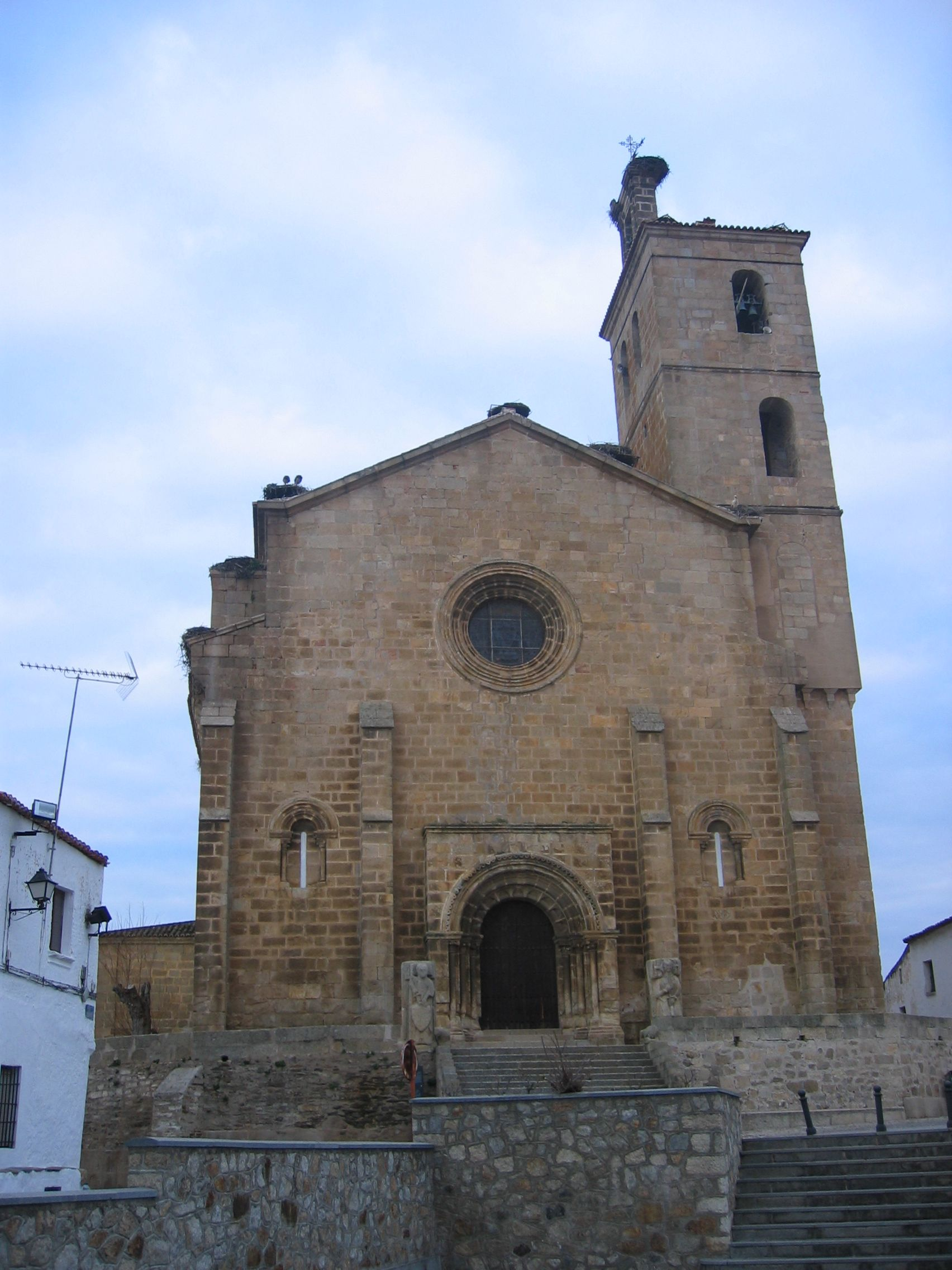
Pfarrkirche Santa María de Almocóvar
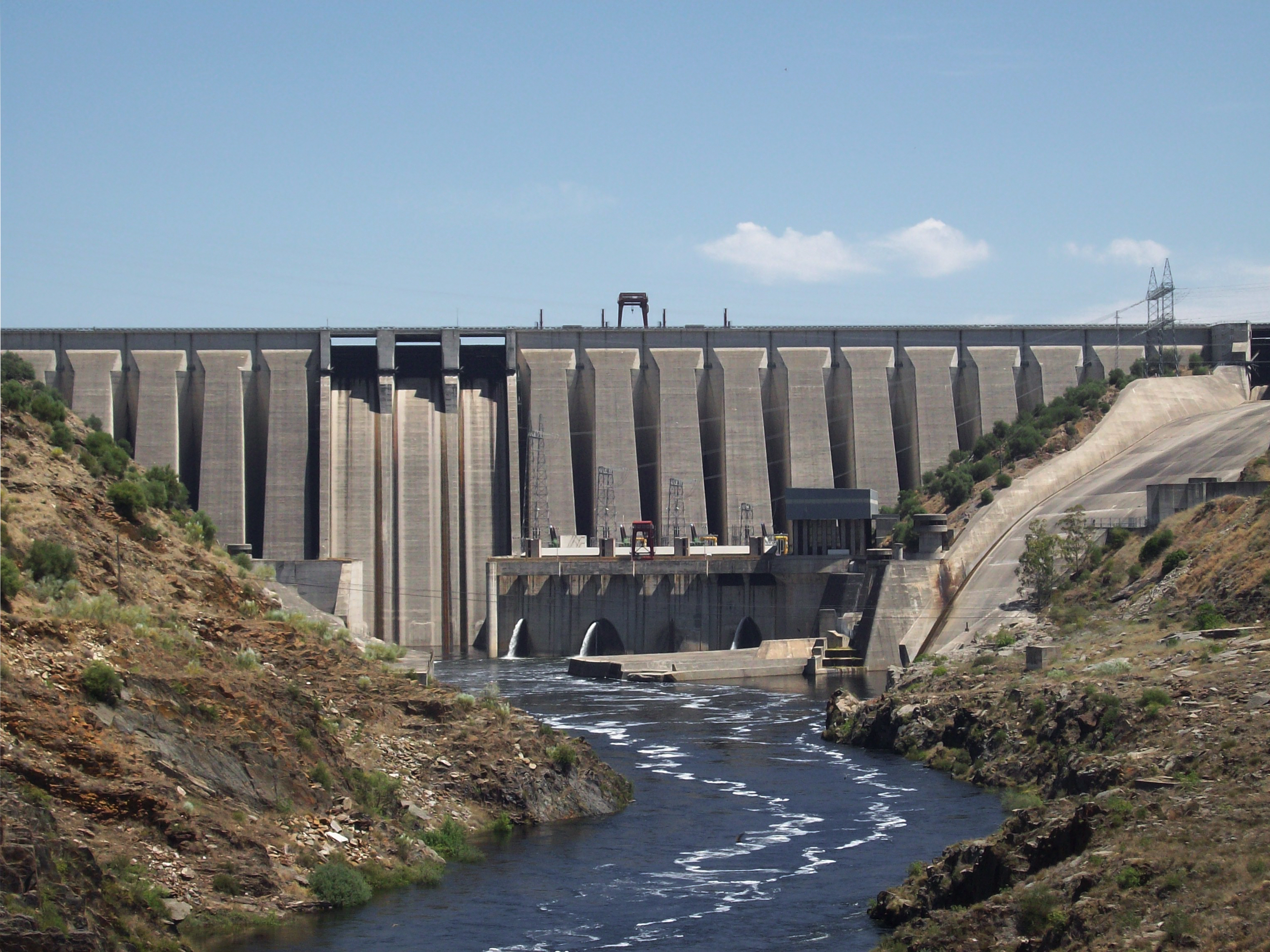
Sperrbauwerk der Talsperre „José María Oriol“

## Söhne und Töchter der Stadt
- Heiliger Petrus von Alcantara (1499–1562), spanischer Mystiker, Bußprediger und franziskanischer Ordensreformator